# Codex Speciálník
Le Codex Speciálník (musée d'Hradec Králové, ms. II.A. 7) est un recueil musical du XVe siècle : speciálník, c'est-à-dire livre de chant spécial. Il a été constitué vers 1485 et 1500.

## Histoire et contenu
Il provient d'un monastère de la région de Prague. Son mélange éclectique de musique sacrée médiévale et Renaissance a cappella n'est égalé que par sa brillante juxtaposition de pièces de compositeurs bien connus et de pièces obscures. Le codex contient 609 pages et 227 œuvres, pour deux, trois et quatre voix (surtout des motets, des hymnes et l'ordinaire de la messe), dont 150 environ de la période Renaissance. C'est l'une des plus anciennes collections tchèque de polyphonie de la Renaissance et il est à l'origine des paroisses utraquistes protestantes aux environs de 1500. À de nombreuses pièces anonymes, s'ajoutent des auteurs, tels Agricola, Bedyngham, Flemmik, Frye, Isaac, Josquin, Lannoy, Morton, Obrecht, Plummer, Pullois, Touront, Weerbeke, Petrus Wilhelmi de Grudencz et d'autres. Le manuscrit est actuellement conservé au musée de Hradec Králové (à 150 kilomètres à l'est de Prague), qui l'a acquis en 1901, chez le libraire et musicologue pragois, Dobroslav Orel,.

## Discographie
- Speciálník Codex - The Hilliard Ensemble (janvier 1993, ECM 1504) (OCLC 33038760)
- Codex speciálník : polyphonie à Prague vers 1500 – Cappella Mariana, dir. Vojtěch Semerád (2016, Etcetera/WDR) (OCLC 1040038017)